# 広島国際学院大学自動車短期大学部
広島国際学院大学自動車短期大学部（ひろしまこくさいがくいんだいがくじどうしゃたんきだいがくぶ、英語: Hiroshima Kokusai Gakuin University Automotive Junior College）は、広島県広島市安芸区上瀬野517-1に本部を置いていた日本の私立大学である。1964年に設置され、2021年に廃止された。大学の略称は自短。

## 概観

### 大学全体
- 広島県広島市安芸区に所在した日本の私立短期大学で、設置主体は学校法人学校法人広島国際学院[注 1]
- 1964年に広島電機学園短期大学として開学。開学当初より、自動車工業科のみの単科短大となっている。のちに専攻科を設置された。
- 2019年度の入学生を最後に[注釈 2]、2021年に短期大学としての使命を終える[4]。

### 建学の精神（校訓・理念・学是）
- 広島国際学院大学自動車短期大学部の教育理念は「信和協同」、教育方針は「個性の尊重」となっていた。

### 教育および研究
- 広島国際学院大学自動車短期大学部は自動車工業界で活躍しうる人材育成に力をいれていた。

### 学風および特色
- 広島国際学院大学自動車短期大学部は、2006年財団法人短期大学基準協会の第三者評価の結果、「適格」認定を受けている。
- 中国地方で唯一の自動車工業系短大である。
- 少人数教育を実施していた。

## 沿革
- 1964年
  - 1月25日 左記を以て文部省[注 2]より短期大学の設置が認可される[注 3]。
  - 4月1日 広島電機学園短期大学（ひろしまでんきがくえんたんきだいがく）としてが以下の学科体制にて開学[7]
    - 自動車工業科 入学定員100名[注 4]

  - 5月1日 学生数[9]/定員
    - 自動車工業科 94[注釈 3]/100
- 1965年
  - 5月1日 学生数[10]/定員
    - 自動車工業科 252[注釈 3]/200
- 1967年
  - 4月1日 女子学生が初めて入学。
  - 5月1日 学生数[11]/定員
    - 自動車工業科 402[注釈 4]/200

  - 7月1日 広島自動車工業短期大学（ひろしまじどうしゃこうぎょうたんきだいがく、英語：Hiroshima Junior College of Automotive Engineering）に改称[12]。
- 1970年
  - 4月1日 自動車工業科の入学定員を100→200[13]に増員[注 5]。
  - 5月1日 学生数[16]/定員
    - 自動車工業科 430[注釈 4]/300
- 1971年
  - 5月1日 学生数[17]/定員
    - 自動車工業科 405[注釈 3]/400
- 1985年
  - 5月1日 学生数[18]/定員
    - 自動車工業科 403[注釈 5]400
- 1986年
  - 5月1日 学生数[19]/定員
    - 自動車工業科 450[注釈 5]/400
- 1987年
  - 5月1日 学生数[20]/定員
    - 自動車工業科 498[注釈 5]/400
- 1988年
  - キャンパスを安芸区中野から上瀬野地区に移転。
- 1992年
  - 4月1日 自動車工業科の入学定員を200→230に増員[注 6]。
- 1992年
  - 5月1日 学生数[注 7]/定員
    - 自動車工業科 528[注 8]/430
- 1993年
  - 5月1日 学生数[26]/定員
    - 自動車工業科 521[注 9]/460
- 1999年
  - 4月1日 広島国際学院大学自動車短期大学部と改称[27]。
  - 5月1日 学生数[28]/定員
    - 自動車工業科 399[注 10]/460
- 2000年
  - 4月1日 自動車工業科の入学定員を230→130に減員[29]。
- 2003年
  - 4月1日 専攻科の設置が認められ、以下の課程を設ける[30]。
    - 整備工学専攻 入学定員10名
- 2013年
  - 4月1日 自動車工業科の入学定員を130→100)に減員[31]。
- 2019年
  - 4月1日 この年度で短期大学としての学生募集を最終とする[注釈 2]。
- 2021年
  - 8月27日 左記をもって文部科学省より正式に廃止として認可される[4]。

## 基礎データ

### 所在地
- 広島県広島市安芸区上瀬野517-1[注釈 1]

### 交通アクセス
- JR山陽本線瀬野駅よりスクールバス又はバスあり。

### 象徴
- 右記資料を参照のこと[注 11]

## 教育および研究

### 組織

#### 学科
- 自動車工業科 入学定員100名[注釈 6]

#### 専攻科
- 整備工学専攻 入学定員10名[注釈 6]

#### 別科
- なし

##### 取得資格について
- 2級自動車整備士受験資格が自動車工業科にて得られた。なお、専攻科では1級資格がえられた。

### 研究
- 『広島電機大学・広島自動車工業短期大学研究報告』[35]

## 学生生活

### 部活動・クラブ活動・サークル活動
- 広島国際学院大学自動車短期大学部のクラブ活動：自動車部がとりわけ活発である。

### 学園祭
- 広島国際学院大学自動車短期大学部の学園祭は「高城祭」と呼ばれ、大学と合同で概ね11月に行われている。短大独自のイベントとして「水無月祭」がある。

## 大学関係者と組織

### 大学関係者一覧

#### 出身者
- 川西幸一 - ミュージシャン(ユニコーン)。卒業後広島電機大学3年次編入学。
- 中平富宏 - 高知県宿毛市長。広島自動車工業短期大学卒業

## 施設

### キャンパス
- 自動車短期大学部独自のキャンパスがあった。

## 対外関係

### 系列校
- 広島国際学院大学
- 広島国際学院高等学校

## 社会との関わり
- 2008年に行われた「マツダ技術サービス」において本短大OBが優勝している。

## 卒業後の進路について

### 就職について
- 自動車工業科：トヨタカローラ店・ネッツ店・広島トヨペット・ダイハツ広島販売・日産・レッドステージほか多数。

### 編入学･進学実績
- 自動車工業科：系列の広島国際学院大学以外では、三重大学・大分大学・帝京平成大学・関東学院大学・福井工業大学・中部大学・大阪産業大学・近畿大学・呉大学・広島工業大学・九州共立大学などがある。